# Scheloribates dalawaeus
Scheloribates dalawaeus är en kvalsterart som beskrevs av Corpuz-Raros 1980. Scheloribates dalawaeus ingår i släktet Scheloribates och familjen Scheloribatidae. Inga underarter finns listade i Catalogue of Life.